# 4月3日
4月3日是公历一年中的第93天（闰年第94天），离全年的结束还有272天。

## 大事记

### 19世紀以前
- 1043年：懺悔者愛德華於威斯敏斯特教堂正式加冕為的盎格魯-撒克遜王朝之英格蘭國王。
- 1559年：法国国王亨利二世和西班牙国王腓力二世签署卡托-康布雷齐和约，意大利战争结束。
- 1721年：英國輝格黨議員羅伯特·沃波爾取得第一財政大臣等職務，被視為首位英國首相。

### 19世紀
- 1860年：借由驿马来传递邮件的方式在美国开始运作，之后成为美国西部地区长途通讯的最佳手段。
- 1865年：美国北方联邦军在南北战争期间占领南方美利坚邦联首都里士满，后者将首都迁往丹维尔。
- 1895年：爱尔兰作家王尔德在别人要求下提出诽谤上诉，但最后法院反而认为王尔德有严重猥亵的行为而判处其监禁。

### 20世紀
- 1913年：英國女权主义者潘克赫斯特夫人被判入狱。
- 1922年：俄國共產黨第十一次代表大會選舉約瑟夫·史達林為第一任中央委員會總書記。
- 1932年：美国教授查爾斯·葛蘭·金（英语：Charles Glen King）分离出维生素C。
- 1933年：两架英国双翼飞机首次成功飞越珠穆朗玛峰，此次飞行是人类首次飞越珠峰。
- 1941年：匈牙利和納粹德國軍隊開進南斯拉夫。
- 1946年：日本陆军中将本間雅晴以战争罪名义在马尼拉郊外接受枪决。
- 1948年：美国总统哈瑞·S·杜鲁门签署国会批准的马歇尔计划，协助十六个欧洲国家复兴。
- 1966年：蘇聯的太空探測器月球10號進入月球軌道，為人類第一個環繞其他天體的飛行器。
- 1968年：連接巴西和烏拉圭的協和國際大橋（西班牙语：Puente Internacional de la Concordia）建成。
- 1971年：日本漫画家石森章太郎原作的特攝片《假面骑士》在朝日電視台首播。
- 1973年：美國摩托羅拉研究員馬丁·庫珀在紐約曼哈頓首次撥打行動電話給競爭對手貝爾實驗室。
- 1974年：超級爆發（英语：Super Outbreak）：美國13個州出現148次龍捲風。
- 1975年：鮑比·菲舍爾拒絕與卡爾波夫下國際象棋，因此卡爾波夫成為世界冠軍。
- 1984年：拉科什·沙爾馬乘坐聯盟T-11（英语：Soyuz T-11）飛船，成為第一位被送入太空的印度人。
- 1986年：IBM發表其首部筆記型電腦PC Convertible（英语：IBM PC Convertible）。
- 1989年：世界盃籃球賽向职业球员开放。
- 1991年：黎巴嫩总统埃利亞斯·赫拉維宣布历时16年的內戰结束。
- 1996年：美国空军IFO21号班机在尝试降落克罗地亚杜布罗夫尼克杜布罗夫尼克机场时坠毁于附近山腰，造成飞机上包括美国商务部部长罗纳德·布朗在内的35人罹难。

### 21世紀
- 2007年：法国国家铁路公司特制的高速列车达到时速574.8公里，创造轮轨列车最快纪录。
- 2008年：克罗地亚和阿尔巴尼亚被批准正式加入北约。由于希腊的反对，馬其頓的入约申请未被批准。
- 2009年：一名槍手在美國紐約州賓漢頓的美國規劃與公民協會移民中心開槍，隨後自殺身亡，造成14人死亡、4人受傷。
- 2012年：全国民主联盟在昂山素季的率领下在1日举行的缅甸议会补选中获得45个补选议席中的43个。
- 2016年：《南德意志報》記者巴先·歐伯馬爾（英语：Bastian Obermayer）批露巴拿馬莫薩克—馮賽卡律師事務所在1970年代開始與21.4萬家有關的離岸金融中心1150萬筆共2.6TB之詳細資料。
- 2017年：俄羅斯聖彼得堡地鐵乾草廣場站到科技學院站間發生破片炸彈爆炸，共造成14人死亡及45人受傷。
- 2018年：YouTube總部槍擊案。
- 2019年：马来西亚前首相纳吉·阿都拉萨涉嫌的SRC国际有限公司4200万令吉贪污罪案开始受审[1]。
- 2022年：俄羅斯入侵烏克蘭：自俄羅斯從布查撤軍後，在布查大屠殺的屍跡被民眾發現，該屠殺被烏克蘭方指證為戰爭罪。
- 2024年：台灣花蓮縣近海於上午7時58分發生ML 7.2地震，稱為403花蓮大地震，造成18人死亡、1155傷、失聯2人。此次地震相當於32顆原子彈威力，是繼921大地震之後台灣規模最大的地震。

## 出生
- 1016年：辽兴宗耶律宗真，契丹皇帝。（1055年逝世）
- 1245年：腓力三世，法國卡佩王朝國王。（1285年逝世）
- 1367年：亨利四世，英格蘭國王（1413年逝世）
- 1783年：華盛頓·歐文，美國作家、律師（1859年逝世）
- 1791年：安妮·李斯特（1840年逝世）
- 1812年：路易絲-瑪麗，比利时王后和法国公主（1850年逝世）
- 1841年：赫爾曼·卡爾·福格爾，德國天文學家（1907年逝世）
- 1854年：貝特霍爾德·哈切克，奧地利動物學家（1941年逝世）
- 1871年：荷西·胡安·塔布拉達，墨西哥外交官、詩人、藝術評論家、翻譯家（1945年逝世）
- 1879年：長塚節，日本歌人、小說家（1915年逝世）
- 1881年：阿爾契德·加斯貝利，義大利政治人物，前任義大利總理（1954年逝世）
- 1883年：北一輝，日本思想家、社會活動家、政治哲學家（1937年逝世）
- 1884年：安藤利吉，日本陸軍軍人，第19任臺灣總督（1946年逝世）
- 1886年：黃侃，中國語文學家（1935年逝世）
- 1887年：鳳谷五郎，日本相撲力士，第24代橫綱（1956年逝世）
- 1892年：漢斯·拉德馬赫，德裔美國數學家（1969年逝世）
- 1898年：亨利·魯斯，美國出版商，《時代》、《財富》與《生活》雜誌創辦者（1967年逝世）
- 1907年：馬克·克林，蘇聯數學家（1989年逝世）
- 1908年：希波什·安娜，匈牙利女子乒乓球運動員（1988年逝世）
- 1911年：斯坦尼斯瓦娃·瓦拉謝維奇，美國女子田徑運動員（1980年逝世）
- 1911年：阿部宗明，日本魚類學家（1996年逝世）
- 1915年：皮特·德容，荷蘭政治人物，前任荷蘭首相（2016年逝世）
- 1920年：吉葉山潤之輔，日本相撲力士，第43代橫綱（1977年逝世）
- 1921年：范馨香，法律學者，中華民國前司法院大法官（1987年逝世）
- 1922年：桃樂絲·黛，美國女歌手、演員（2019年逝世）
- 1924年：馬龍·白蘭度，美國男演員（2004年逝世）
- 1925年：托尼·本恩，英國工黨政治家（2014年逝世）
- 1926年：，美國太空人，水星計畫七人之一（1967年逝世）
- 1929年：保羅·施呂特，丹麥政治家，第22任丹麥首相（2021年逝世）
- 1930年：赫尔穆特·科尔，德国政治家，第32任德國總理（2017年逝世）
- 1934年：珍·古德，英国生物学家、动物行为学家和著名动物保育人士
- 1937年：鄔維庸，港區全國人大代表（2006年逝世）
- 1938年：約翰·達利，美國社會心理學家（2018年逝世）
- 1944年：林孝信，臺灣教育學家，《科學月刊》創辦人（2015年逝世）
- 1946年：漢娜·蘇霍茨卡，波蘭總理
- 1948年：卡洛斯·薩利納斯，墨西哥政治家
- 1953年：若乃花幹士，日本相撲力士，第56代橫綱（2022年逝世）
- 1954年：櫻澤未知，日本漫畫家，後24年組之一
- 1957年：馬克·托內利，澳大利亞男子游泳運動員
- 1958年：亞歷·鮑德溫，美國電影演員
- 1960年：吕丽萍，中國演員
- 1961年：艾迪·墨菲，非裔美國人喜劇演員、歌手、電影演員
- 1962年：鍾志光，香港男藝人[2]
- 1963年：斯特沃·彭達羅夫斯基，北馬其頓政治人物，現任北馬其頓總統
- 1965年：娜絲亞·哈桑，巴基斯坦女歌手（2000年逝世）
- 1966年：富永美衣奈，日本女性聲優、聲優、歌手
- 1969年：班·曼德森，澳大利亞男演員
- 1973年：大泉洋，日本男演員
- 1973年：萊罕姆·罕，巴基斯坦女記者
- 1973年：洛朗·班，法國音樂劇演員、歌手
- 1974年：吳京，中國演員
- 1975年：鄺文珣，香港無線電視藝員
- 1975年：高橋由伸，日本職業棒球運動員、教練
- 1978年：托米·哈斯，德國職業網球運動員
- 1978年：楊清順，台灣花式撞球職業選手（2023年逝世）
- 1978年：馬修·古德，英國男演員
- 1980年：蘇拉·布拉弗曼，英國政治人物
- 1981年：牛劍鋒，中國女子桌球運動員
- 1981年：龍婷，香港女歌手
- 1982年：高碧·史蜜達絲，加拿大女演員
- 1985年：利昂娜·刘易斯，英國女歌手
- 1986年：亞曼達·拜恩斯，美國女演員
- 1987年：朴政珉，韓國男子偶像團體SS501成員
- 1987年：河俊，韓國男演員
- 1987年：潘霜霜，中國女模特兒、演員
- 1989年：陳慧敏，香港、澳門女歌手
- 1989年：魏焌皓，香港男演員
- 1991年：表慧美，韓國女子偶像團體Nine Muses成員
- 1991年：白承憲，韓國男演員
- 1992年：佐野岳，日本男演員
- 1992年：大場美奈，日本女子偶像團體AKB48成員
- 1992年：山田菜菜，日本女子偶像團體NMB48成員
- 1992年：露莉亞·伊菲莫娃，俄羅斯女子游泳運動員
- 1993年：鄭捷，2014年臺北捷運襲擊事件兇手（2016年逝世）
- 1995年：岩田陽葵，日本女演員、聲優
- 1995年：阿德里安·拉比奧，法國職業足球運動員
- 1996年：李智凱，臺灣男子競技體操運動員
- 1996年：蒂莫·巴特爾，德國男子跳水運動員
- 1996年：法比安·鲁伊斯，西班牙職業足球運動員
- 1996年：黃紫恩，香港女演員
- 1996年：王菲，香港女演員
- 1997年：趙心童，中國職業司諾克選手
- 1998年：大塚愛菜，日本女子偶像團體Juice=Juice成員
- 1998年：朴星和，韓國男子偶像團體ATEEZ成員
- 1999年：高橋海人，日本傑尼斯事務所男子偶像團體King & Prince成員
- 1999年：淺川梨奈，日本女演員
- 生年不詳：小松奈生子，日本女性聲優
- 生年不詳：元吉有希子，日本女性聲優、歌手

## 逝世
- 700年：道昭，日本法相唯識宗僧人，日本佛教奠基人之一。（629年出生）
- 1582年：武田勝賴，日本戰國時代大名，武田信玄之子。（1546年出生）
- 1680年：希瓦吉，印度統治者，馬拉塔帝國創立者。（1630年出生）
- 1826年：雷金納德·希伯，英國主教、文學家、讚美詩作者。（1783年出生）
- 1862年：詹姆斯·克拉克·羅斯，英國探險家。（1800年出生）
- 1897年：約翰内斯·布拉姆斯，德國作曲家。（1833年出生）
- 1905年：鄒容，中國革命家。（1885年出生）
- 1965年：陸小曼，中國近代女畫家。（1903年出生）
- 1991年：葛拉罕·葛林，英國小說家、劇作家、評論家。（1904年出生）
- 2000年：泰瑞司·麥肯南 ，美國民族植物學家、神祕主義者。（1946年出生）
- 2006年：葉雯，台灣資深藝人。（1944年出生）
- 2007年：龔如心，香港女商人，曾為亞洲女首富。（1936年出生）
- 2016年：和田光司，日本男歌手。（1974年出生）
- 2021年：田村正和，日本男演員、歌手。（1943年出生）
- 2021年：羅瑩雪，中華民國前法務部長、兒童福利聯盟文教基金會董事長[3]。（1951年出生）
- 2023年：塗通今，中國軍事人物，中國人民解放軍開國少將。（1914年出生）
- 2023年：尼格爾·勞森，英國政治人物、新聞工作者，曾任英國財政大臣。（1932年出生）
- 2024年：陳瑞福，臺灣畫家。（1935年出生）
- 2025年：狄鐸·埃德加·麥卡里克，美籍天主教前總主教及前樞機。（1930年出生）
- 2025年：林洪亮，中國翻譯家。（1935年出生）
- 2025年：薩克森-科堡-哥達親王安德里亞斯，薩克森-科堡-哥達王朝王室首領。（1943年出生）

## 节假日和习俗
- 日本：愛林日（日语：愛林日）（1898年－1949年）
- 美国：世界水生动物日（2020-）